# Frans ǀGoagoseb
Frans Migub ǀGoagoseb (* 16. Juni 1954 in Gobabis, Südwestafrika) ist ein namibischer Politiker.
ǀGoagoseb sieht sich  seit 2003 als rechtmäßiger traditionelle Führer der ǃGobanin. Die Anerkennung wurde zuletzt im Jahr 2020 abgelehnt.

## Lebensweg
ǀGoagoseb besuchte die Grundschule in seiner Heimatstadt Gobabis und die weiterführende Schule in Khorixas. 1974 wurde er politisch aktiv und war Mitglied des Damararates, aus dem später die South West African People’s Democratic United Front (SWAPDUF) hervorging, die an der Turnhallenkonferenz von 1975 bis 1977 teilnahm. Er setzte sich stark für die Selbstverwaltung der Damara im Homeland Damaraland ein. 1977 war ǀGoagoseb ein Gründungsmitglied der DTA.
1992 und 1998 wurde ǀGoagoseb zum Ratsvertreter des Wahlkreises Gobabis gewählt. 2003 trat er aus der DTA aus um die NamDMC zu gründen.
ǀGoagoseb gründete 2003 das 2012 aufgelöste Namibia Democratic Movement for Change (NamDMC), dessen Vorsitzender er ebenso war. Als Präsidentschaftskandidat bei der Präsidentschaftswahl 2009 erhielt er 0,22 Prozent der Stimmen.
Er wurde im Mai 2020 wegen Vorwürfen der Misshandlung festgenommen.

## Anmerkung
1. ↑  Anmerkung: Dieser Artikel enthält Schriftzeichen aus dem Alphabet der im südlichen Afrika gesprochenen Khoisansprachen. Die Darstellung enthält Zeichen der Klicklautbuchstaben ǀ, ǁ, ǂ und ǃ. Nähere Informationen zur Aussprache langer oder nasaler Vokale oder bestimmter Klicklaute finden sich z. B. unter Khoekhoegowab.